# New Milford, Connecticut
New Milford är en kommun (town) i Litchfield County i delstaten Connecticut, USA med cirka 27 121 invånare (2000). Den har enligt United States Census Bureau en area på 165 km².